# Fort Uncompahgre
Pour les articles homonymes, voir Uncompahgre.
Le Fort Uncompahgre est un ancien poste de traite situé dans le comté de Delta, dans le Colorado, aux États-Unis. Il fut fondé par le trappeur et négociant Antoine Robidoux en 1828. Le fort fut dénommé ainsi en raison du cours d'eau qui était désigné, par les Amérindiens,  en langue ute : "Unca-pah-gre".

## Géographie
Fort Uncompahgre est situé près de la confluence de la rivière Gunnison et de la rivière Uncompahgre  et de la future localité de Delta. Antoine Robidoux établit ce poste de traite fortifié sur l'ancienne piste espagnole, dénommée Old Spanish Trail ou Viejo Sendero Español.

## Histoire
Le fort Uncompahgre fut un des premiers postes de traite édifié en 1828, par des trappeurs canadiens français et Franco-louisianais venus de la ville de Saint-Louis et conduit par les frères Antoine Robidoux et Louis Robidoux. Ils fortifièrent le poste en fortin, pour le transformer en fort pour entreposer tout son stock de peaux et de fourrure.
La traite de la fourrure était très développé entre les coureurs des bois, trappeurs et explorateurs d'une part et les tribus amérindiennes, ici celle de la Nation Utes et les Mexicains voisins de la Nouvelle-Espagne.
Antoine Robidoux prit la citoyenneté mexicaine et épousa une mexicaine, Carmel Benevedes, la fille adoptive du gouverneur du Nouveau-Mexique. Cela lui permit d'obtenir une autorisation de commercer et de piégeage pour les autorités mexicaines. Il profita de cet avantage en commerçant avantageusement avec les Amérindiens, non seulement le commerce de la peau, mais également celui de l'alcool et des armes. Tout cela prit fin avec la cession mexicaine, mettant un terme à la guerre américano-mexicaine et la création du Territoire de l'Utah. Le commerce d'Antoine Robidoux était fortement concurrencé par celui de la compagnie de la Baie d'Hudson. Le commerce des peaux commençait à décliner. Les relations entre les Amérindiens et Antoine Robidoux se dégradèrent. Au début des années 1840, Antoine Robidoux partit s'installer à Santa Fe pour continuer son négoce, puis à Taos. En 1844, le fort fut attaqué et incendié par les Amérindiens.